# Юность Виктора Варгаса
«Юность Виктора Варгаса» (англ. Raising Victor Vargas) — фильм 2002 года режиссёра Питера Соллетта. Впервые был показан 16 мая 2002 года в программе «Особый взгляд» Каннского кинофестиваля.

## Сюжет
Молодой парень Виктор Варгас (Виктор Расук) живёт в доминиканском гетто в Нижнем Ист-Сайде вместе с бабушкой, братом и сестрой, и считает себя главным ловеласом в квартале. Для поддержания своей репутации он начинает отношения с самой красивой девушкой квартала — Джуди Рамирес (Джуди Марте).

## В ролях
| Актёр            | Роль          |
| ---------------- | ------------- |
| Виктор Расук     | Виктор Варгас |
| Джуди Марте      | Джуди Рамирес |
| Донна Мальдонадо | Донна         |
| Кевин Ривера     | Гарольд       |
| Кристал Родригес | Викки         |
| Мелони Диас      | Мелони        |

## Награды и номинации
- 2002 — премия «Made in Spanish Award» Кинофестиваля в Сан-Себастьяне (Питер Соллетт).
- 2002 — премия «Grand Special Prize» Deauville Film Festival (Питер Соллетт).
- 2003 — премия «Reader Jury of the Standard» Viennale (Питер Соллетт).
- 2003 — номинация на премию «Gotham Awards» в категории «Open Palm Award» (Питер Соллетт).
- 2003 — номинация на премию «Humanitas Prize» в категории «Sundance Film Category» (Питер Соллетт, Эва Вивес).
- 2004 — 5 номинаций на премию «Независимый дух» в категориях «Лучший фильм», «Лучший режиссёр» (Питер Соллетт), «Лучший оригинальный сценарий» (Питер Соллетт, Эва Вивес), «Лучший дебют» (Джуди Марте и Виктор Расук).
- 2004 — номинация на премию «Online Film & Television Association» в категории «Лучший актёр» (Виктор Расук).
- 2004 — номинация на премию «Online Film Critics Society Awards» в категории «Лучший режиссёр» (Питер Соллетт).

## Отзывы
Фильм получил положительные отзывы кинокритиков. На сайте Rotten Tomatoes у фильма 96 % положительных рецензий из 107. На Metacritic — 83 балла из 100 на основе 31 рецензии. Роджер Эберт оценил фильм в 3,5 звезды из 4-х.